# Raquel Fernandes dos Santos
Raquel Fernandes dos Santos (* 21. März 1991 in Contagem) ist eine brasilianische Fußballspielerin.

## Karriere

### Verein
Raquel hat ihre Karriere in der Jugend des Rio Preto EC in São José do Rio Preto begonnen, von dem sie zum Lokalrivalen América FC gewechselt ist und für diesen 2009 zehn Tore in der Staatsmeisterschaft von São Paulo erzielt hat. Darauf schloss sie sich erstmals der Ferroviária in Araraquara an, für den sie in zwei Saisons neunzehnmal getroffen hat. In der Saison 2012 wechselte sie zum Club Atlético Mineiro nach Belo Horizonte und gewann mit ihm 2012 die Staatsmeisterschaft von Minas Gerais, wofür die zwölf Tore bei gesteuert hat. Nach der Auflösung der Frauenabteilung von Atlético ist sie 2013 zu Ferroviária zurückgekehrt, wo sie zur Topstürmerin avanciert ist und maßgeblich zum Gewinn der nationalen Meisterschaft und Pokal in der Saison 2014 beigetragen hat. Beim 16:1-Sieg über den Pinheirense EC am 16. Oktober 2014 hat sie dabei mit acht Treffern die meisten Tore einer Spielerin in einer Meisterschaftspartie erzielt. Zur Saison 2015 ist sie zum Botafogo FC (PB) im Staat Paraíba und von diesem zu Jahresbeginn 2016 zu Changchun Yatai nach China gewechselt.
Im Dezember 2016 trat Raquel wieder für Ferroviária in der Copa Libertadores Femenina 2016 an und 2017 in der Série A1. Im Oktober 2017 wurde sie an die Kooperative von Corinthians/Audax anlässlich der Copa Libertadores Femenina 2017 ausgeliehen wurden. In fünf Spielen erzielte sie zwei Tore und konnte den Titel gewinnen.
Im Spätjahr 2018 spielte Raquel einige Einsätze für den EC Iranduba im Wettbewerb um die Copa Libertadores Femenina 2018 in Manaus. Im Januar 2019 wechselte sie zu Sporting Huelva nach Spanien, für den sie in ihrem vierten Ligaeinsatz am 3. Februar 2019 beim 1:1 gegen UD Levante ihr erstes Tor erzielte. Am 26. Juli 2019 wurde ihr Wechsel zu Sporting Lissabon nach Portugal offiziell. Hier blieb sie bis Saisonende 2020/21, dann ging sie zurück in ihre Heimat zu Ferroviária. Hier spielte sie noch bis Jahresende in der Série A1 2021 und der Copa Libertadores Femenina 2021.
Ab Januar 2022 lief Raquel wieder in Portugal für FC Famalicão auf. Ihr letztes Spiel bestritt sie hier im Januar 2023. Im Anschluss ging sie wieder nach Brasilien. Hier erhielt sie einen Kontrakt beim Grêmio FBPA. Der Kontrakt erhielt eine Laufzeit bis Dezember 2025.

### Nationalmannschaft
Raquel ist erstmals am 22. August 2013 offiziell für den Kader der A-Nationalmannschaft der Frauen für den Valais Cup 2013 in der Schweiz berufen wurden, wo sie allerdings nicht zum Einsatz gekommen ist. Ihr Debüt hat sie schließlich durch ihre Einwechslung bei der 1:4-Niederlage gegen die USA am 10. November 2013 in einem Freundschaftsspiel gegeben. Sie gehörte auch dem Kader für die Südamerikameisterschaft 2014 in Ecuador, der Weltmeisterschaft 2015 in Kanada und der olympischen Sommerspiele 2016 in Rio de Janeiro an.
| Länderspieltore |       |            |                            |                   |       |          |                              |
| Tor             | Spiel | Datum      | Ort                        | Gegner            | Stand | Endstand | Anlass                       |
| #1              | 10    | 24.09.2014 | Quito                      | Ecuador           | 4:0   | 4:0      | Südamerikameisterschaft 2014 |
| #2              | 11    | 26.09.2014 | Sangolquí                  | Argentinien       | 6:0   | 6:0      | Südamerikameisterschaft 2014 |
| #3              | 14    | 09.12.2015 | Brasília                   | Argentinien       | 3:0   | 4:0      | Torneio-Internacional 2014   |
| #4              | 21    | 17.06.2015 | Moncton                    | Costa Rica        | 1:0   | 1:0      | Weltmeisterschaft 2015       |
| #5              | 23    | 11.07.2015 | Hamilton                   | Costa Rica        | 1:0   | 3:0      | Pan Am 2015                  |
| #6              | 28    | 09.12.2015 | Natal                      | Trinidad & Tobago | 10:0  | 11:0     | Torneio-Internacional 2015   |
| #7              | 31    | 04.03.2016 | Vila Real de Santo António | Portugal          | 3:1   | 3:1      | Algarve-Cup 2016             |
| #8              | 35    | 23.07.2016 | Fortaleza                  | Australien        | 2:1   | 3:1      | Freundschaftsspiel           |

## Erfolge
Nationalmannschaft
- Südamerikameisterin: 2014, 2018
- Goldmedaille bei den Panamerikanischen Spielen: 2015
- Gewinnerin des Torneio-Internacional: 2013, 2014, 2015
- Zweite der U-17-Südamerikameisterschaft: 2008

Atlético Mineiro
- Staatsmeisterin von Minas Gerais: 2012

Ferroviária
- Staatsmeisterin von São Paulo: 2013
- Brasilianische Meisterin: 2014
- Brasilianische Pokalsiegerin: 2014

Corinthians/Audax
- Copa Libertadores: 2017

Grêmio FBPA
- Staatsmeisterin von Rio Grande do Sul: 2024

## Auszeichnungen
- Torschützenkönigin der Brasilianischen Meisterschaft: 2014 (17 Tore)[8]
- Torschützenkönigin der Staatsmeisterschaft von São Paulo: 2013 (22 Tore)[9]